# 尹瓘
尹瓘（1040年—1111年）。字同玄，坡平尹氏，朝鲜高丽王朝时期名将，通过科举考试进入高丽军队。初諡號文景，改諡文肅，配享睿宗廟庭。官至守太保門下侍中兼判兵部事上柱國監修國史。

## 高丽和女真的边界纠纷

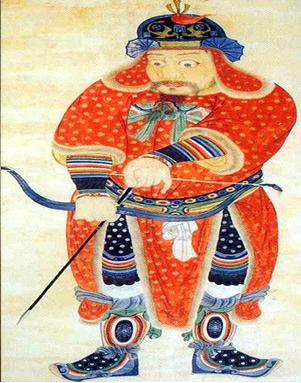
尹瓘 像

高丽东北部的一些女真部落曾为高丽的臣属，并向高丽朝贡。 由于这些女真部落位于高丽东北部而称为“东女真”或“东北女真”。
完颜部女真部落兴起后，以完颜部为核心的女真部落联盟要统一曷懒甸的女真部落，“曷懒甸诸部尽欲来附”，这是民族发展中由分散变为一体的趋同运动。对此，高丽不安，“恐近于己而不利也，使人邀止之”，高丽则要向曷懒甸“拓土开边” ，双方的冲突势难避免。
1104年二月，高丽将领林干等率兵由定州出关侵入曷懒甸，当即遭到女真军的痛击，由于高丽契丹战争后东北亚近百年的和平，高丽那时没有一支强大的军队。林干等战败，损兵折将，不过在尹瓘的游说之下，女真后来休战。
后高丽改派尹灌为‘东北面行营都统’，再次率兵入侵曷懒甸，同样遭到女真军的顽强抗击。高丽军“ 陷没死伤者过半，势不能振，遂卑辞讲和，结盟而还”。

## 女真与高丽的曷懒甸争夺战

拓境立碑圖，女眞族對戰勝戰記念圖 (17c 民畵)

女真撤退后，尹瓘感到高丽缺乏一支精湛的部队，于是向肅宗请命重组高丽军队并培训一支精锐部队。1107年，尹瓘率领一支17萬人的重组部队攻打女真并最终取胜。胜利后尹瓘在朝鲜半岛东北部修建了9座城堡（九城:咸州、英州、雄州、吉州、福州、宜州及通泰、平戎、公崄）。1108年，高丽宫廷大臣争斗。高丽新君主睿宗令尹瓘撤兵。高丽反对派甚至要尹瓘将九城归还女真。
从1108年至1109年，乌雅束指挥女真军收复失地曷懒甸。由于女真军的反击，高丽军议和，“宋崇宁三年，女真将石适欢破高丽于曷懒甸之境，追入辟登水，逐其残众。高丽惧而请和。”“约以还逋逃之人，退九城之军，复所侵故地”。1109年秋，高丽从曷懒甸撤军，尹瓘后被撤职并入狱。不过尹瓘很快在1110年被释放，并给于复职。但被尹瓘拒绝了复职邀请。一年后，尹瓘去世。

## 后续
1115年，女真建立起金国。女真金国的崛起，割断了高丽与宋朝和其它邻国的联系。由于受到孤立，高丽国力开始削弱。

## 争论
对于尹瓘所建九城的位置存在一些争议。一般的观点认为是在今北朝鲜的咸兴市（東北九城）。也有说在平安南道。韩国民族主义者认为在图们江以北。

## 家族纷争
由于朝鲜半岛常年战乱，尹瓘墓地位置直到18世纪才为人知晓。由于尹瓘墓地与沈氏家族墓地很近，引发了沈氏和尹氏家族长达300年的纷争。